# Donkere winteruil
De donkere winteruil (Conistra ligula) is een nachtvlinder uit de familie Noctuidae, de uilen. De voorvleugellengte bedraagt tussen de 13 en 15 millimeter. De soort komt voor in Midden- en Zuid-Europa. Hij overwintert deels als ei, deels als imago, het zijn vooral vrouwtjes die overwinteren als imago. Het biotoop van de donkere winteruil is vooral bos, maar ook open agrarisch land.

## Waardplanten
De donkere winteruil heeft als waardplanten allerlei loofbomen, waaronder wilg, eik, sleedoorn en meidoorn. De rups stapt later over op kruidachtige planten, zoals zuring en paardenbloem.

## Voorkomen in Nederland en België
De donkere winteruil is in Nederland een zeer zeldzame soort die vooral in het zuidoosten wordt waargenomen, maar er is ook een waarneming uit Friesland bekend. Ook in België is het een zeldzame soort, die echter naar het zuiden toe algemener wordt. De vlinder kent één generatie die vliegt van halverwege september tot december, de overwinteraars vliegen tot in april.